# Epaspidoceras
Epaspidoceras es un género de cefalópodos amonoides extintos del orden Ammonitida, familia Aspidoceratidae. Estos cefalópodos eran carnívoros nectónicos de movimientos rápidos. Vivieron durante el Jurásico (Kimmeridgiense).